# 페루항공 603편 추락 사고
페루 항공 603편 추락사고는 1996년 10월 2일, 미국 마이애미의 마이애미 국제공항을 떠나 칠레 산티아고의 코모도로 아르투로 메리노 베니테스 국제공항으로 향하던 페루 항공 603편이 추락한 사고이다. 이 사고로 70명의 승무원 포함 탑승 승객이 전원 사망하는 사고가 발생하였다.
거의 모든 기기의 오작동으로 인해 조종사가 정확한 고도를 측정하는 데 실패했으며, 이로 인해 비행기의 한 쪽 날개가 수면에 부딛힌 뒤 그대로 추락하였다. 사고 이후 조사 결과 사고의 원인은 정비사가 피토관에 덕트 테이프를 붙인 채 떼지 않고 그대로 비행기를 운항해 기기가 오작동을 일으킨 것으로 드러났다. 아울러 위기상황시 대응 매뉴얼대로 비행을 관리하는 컴퓨터를 끄고 고도계, 속도계 등이 표시된 아날로그 계기판에 의존했었다면 일어나지 않았을 항공 사고로 기록되었다.